# Sri-lankische Badmintonmeisterschaft 1993
Die Sri-lankische Badmintonmeisterschaft 1993 war die 41. Austragung der nationalen Titelkämpfe im Badminton in Sri Lanka.

## Sieger und Finalisten
| Disziplin    | Gold                                    | Silber                                   |
| ------------ | --------------------------------------- | ---------------------------------------- |
| Herreneinzel | Duminda Jayakody                        | Thushara Edirisinghe                     |
| Dameneinzel  | Kaushalya Dissanayake                   | Yasintha Liyanage                        |
| Herrendoppel | Niroshan Wijekoon Thushara Edirisinghe  | Duminda Jayakody Udaya Weerakoon         |
| Damendoppel  | Yasintha Liyanage Kaushalya Dissanayake | Inoka Rohini de Silva Chandrika de Silva |
| Mixed        | Udaya Weerakoon Sriyani Deepika         | Thushara Edirisinghe Yasintha Liyanage   |